# Melanchthonkirche (Osnabrück)

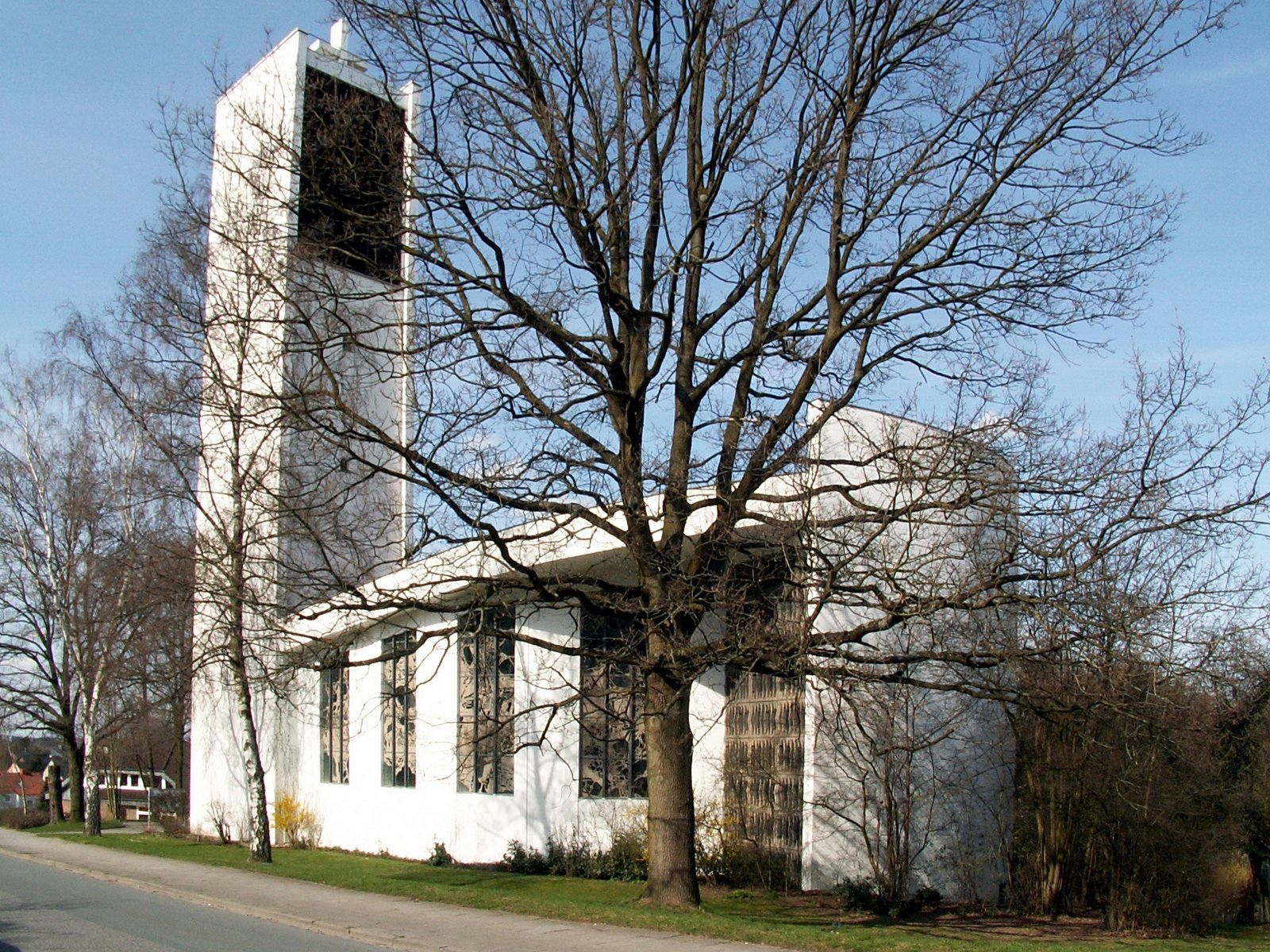
Kirchengebäude am Bergerskamp

Die Melanchthonkirche in Osnabrück im Stadtteil Kalkhügel war eine evangelisch-lutherische Kirche und die höchstgelegene Kirche in Osnabrück.

## Geschichte
Die nach dem Reformator Philipp Melanchthon benannte Kirche wurde in der Zeit von 1962 bis 1963 gebaut und am 8. September 1963 eröffnet.
2009 erfolgte die erste Gemeindefusion im Kirchenkreis Osnabrück; die Kirchengemeinde der Melanchthonkirche fusionierte mit den zuvor ebenfalls eigenständigen Kirchengemeinden Margareten, Lukas und Luther zur neuen Südstadt-Kirchengemeinde. Da die Besuchszahlen der Gottesdienste in der Melanchthonkirche immer weiter zurückgingen, wurde beschlossen, den Kirchenstandort zu schließen. Am 1. Februar 2015 hat der ostfriesische Regionalbischof Detlef Klahr in einem Gottesdienst die Melanchthonkirche in Osnabrück entwidmet. Damit wurde die erste evangelisch-lutherische Kirche in Osnabrück außer Dienst gestellt.
Nach der Schließung wurde das Kirchengebäude ab März 2015 für einige Monate als Ausweichstandort für das Osnabrücker emma-theater (Theater Osnabrück) genutzt, welches zu dieser Zeit saniert wurde. Danach war in dem Gebäude zwischenzeitlich eine Kleiderkammer für Bedürftige untergebracht. Da aufgrund von maroder Elektrik der Brandschutz gefährdet war, musste ein neuer Standort für die Kleiderkammer gefunden werden, was auf dem Gelände der ehemaligen britischen Kaserne in Atter auch gelang. Im Juni 2019 wurden die vier Glocken der Melanchthonkirche für einen symbolischen Preis an eine orthodoxe Kirche in der Ukraine verkauft, wo sie erhalten werden. Die Orgel der Melanchthonkirche, die von Gebrüder Hillebrand Orgelbau errichtet wurde, wird nach erfolgter Restaurierung an die ev.-luth. Auferstehungskirche in Bissendorf-Wissingen abgegeben und ersetzt dort ein deutlich kleineres Instrument. Das Kirchengebäude wurde an einen Investor veräußert, in Abstimmung mit der Denkmalschutzbehörde in eine Tagespflegeeinrichtung mit Wohnungen für Senioren umgebaut und im Juni 2023 an den Betreiber übergeben.

## Gebäude
Das schlicht gehaltene Kirchengebäude mit weißer Fassade und annähernd ovalem Grundriss wurde nach einem Entwurf des Architekten Hans Pause erbaut. Die Deckenhöhe misst an der höchsten Stelle rund zwölf Meter. Der Kirchturm ist 37 Meter hoch und trug bis 2019 vier stählerne Glocken. Die Fenster stammen von Georg Höger und Johannes Schreiter. Das Kruzifix und die Bronzeplatte an der Kanzel hatte der Bildhauer Heinz Heiber geschaffen. Anfang 2016 ist das Kirchengebäude mit Glockenturm unter Denkmalschutz gestellt worden.